# Степски мрмот
Степски мрмот (лат. Marmota bobak) је сисар из реда глодара и породице веверица (Sciuridae). 

## Распрострањеност и станиште
Врста је присутна у Казахстану, Русији и Украјини. Степски мрмот има станиште на копну.

## Угроженост
Ова врста није угрожена, и наведена је као последња брига јер има широко распрострањење.

### Популациони тренд
Популација ове врсте је стабилна, судећи по доступним подацима.